# 野花南車站
野花南車站（日语：／ Nokanan eki */?）是位於北海道蘆別市野花南町，屬於北海道旅客鐵道（JR北海道）根室本線的鐵路車站。車站編號為T28。電報略號為ノナ。站名源自於阿伊努語的「not-ka-an」（有弓的地方）或「nokan-nay」（小溪）。

## 歷史
- 1913年（大正2年）11月10日 - 以國有鐵道的車站開始營業。一般車站。
- 1976年（昭和51年）4月1日 - 廢除貨物處理。
- 1982年（昭和57年）5月30日 - 廢除行李處理。同時車站無人化。
- 1987年（昭和62年）4月1日 - 國鐵分割民營化後，由JR北海道繼承。
- 1991年（平成3年）10月22日 - 由於本車站～島之下車站之間興建瀧里水壩而改變鐵路路線，並因此興建的瀧里隧道及島之下隧道（共8.4公里）正式通行。瀧里車站被廢除。

## 車站構造
- 野花南車站為擁有2個側式月台及2條鐵路路線的地面車站，並設置平交道。
- 無人車站，設置自動售票機。

## 車站周邊
- 北海道道601號野花南停車場線
- 蘆別警察署野花南派出所
- 野花南郵政局
- 野花南周堤墓地群
- 國道38號
- 北海道中央巴士（高速富良野號）「野花南」站

## 相鄰車站
北海道旅客鐵道（JR北海道）
■根室本線
快速（上行3438D）
通過
快速（下行「狩勝」及3437D）
上蘆別（T27） ← 野花南（T28） ←（島之下信號場）← 富良野（T30）
快速（上行3426D）、普通
上蘆別（T27）－野花南（T28）－（島之下信號場）－富良野（T30）

## 外部連結
- （日語） 野花南車站 （页面存档备份，存于）
- （日語） 參觀全部車站之旅 （页面存档备份，存于）

1. ↑  北海道庁.  (PDF). 北海道庁.   [2017-08-17]. （原始内容存档 (PDF)于2018-04-29）.